# Іранський ріал
Іранський ріал (перс. ریال, англ. rial; код: IRR) — офіційна валюта Ірану. В обігу перебувають банкноти номіналом: 1 тис., 2 тис., 5 тис., 10 тис., 20 тис., 50 тис. та 100 тис. ріалів. А також монети: 250, 500, 1000, 2000 та 5000 ріалів. У розмовній лексиці місцеве населення часто веде підрахунок грошей в «туманах», які дорівнюють 10 ріалам. Проте, цей термін не використовується у письмових та офіційних документах. Емісійний інститут — Центральний банк Ірану. Центральний банк також випускає чеки на пред'явника в 500 000 і 1 мільйон ріалів, формально не є банкнотами.

## Опис
Більша частина банкнот містить орнамент, зображення будівель та портрет аятолли Хомейні. Так, на лицьовому звороті купюри номіналом у 2000 ріалів, розміром 151×74 мм, розміщений портрет аятолли Хомейні. На зворотному боці знаходиться зображення Кааби в Священної мечеті в Мецці. Купюра захищена водяним знаком у вигляді портрета аятолли Хомейні. Захисна упірнаюча нитка з мікротекстом мовою фарсі знаходиться з лівого боку від центру купюри. Домінуючі кольори: пастельні рожевий, жовтий і світло-зелений.
Банкнота 2004 року номіналом 20000 ріалів є купюрою найвищого достоїнства в серії. На лицьовому звороті купюри знаходиться портрет аятолли Хомейні. На іншій стороні зображена площа Імама в Ісфахані. Купюра має захисний водяний знак у вигляді портрета імама Хомейні. Металізована упірнаюча захисна нитка з повторюваним геометричним малюнком знаходиться з лівого боку.
Банкнота 100000 ріалів введена в обіг Центральним банком Ісламської Республіки Іран у 2010 році. Вона виконана переважно в зелених тонах. На лицьовій стороні знаходиться зображення аятолли Хомейні, духовного лідера революції 1979 року, на зворотної сторін мавзолей перського поета Сааді (1184—1291) в Ширазі. Розмір купюри — 166×79 мм.
Банківський чек 500 000 ріалів введений в обіг Центральним банком Ісламської Республіки Іран у 2008 році. Чек виконаний переважно в рожевих та фіолетових тонах. На лицьовій стороні мусульманські визерунки та текст на фарсі, на зворотній стороні мавзолей імама Рези (місто Мешхед). Розмір купюри — 166×79 мм.

## Історія
Перший випуск валюти припадає на 1932 рік. До цього часу існувало декілька валютних курсів. У результаті економічної кризи 1994—1995 років було здійснено спроби встановити єдиний курс, однак остаточно він сформувався лише у 2002—2003 роках.
У грошовому обігу країни досі перебувають купюри серії 1980 року.
У січні 2023 року курс ріалу впав до рекордного мінімуму через санкції за участь у повномасштабному вторгненні РФ до України та ізоляцію Ірану. На неофіційному ринку долар США продавався за 447 тис. ріалів.

## Галерея

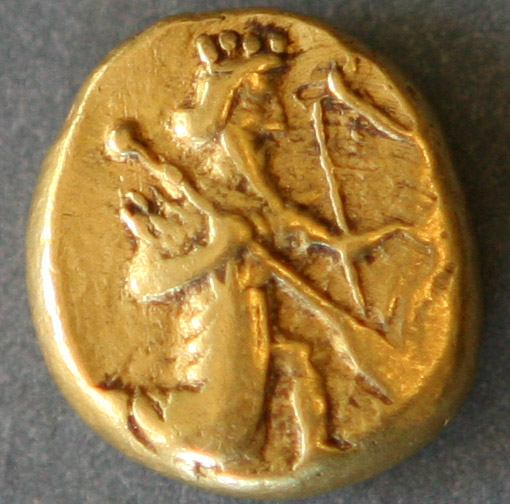
Золотий дарік — монета давньої Перської імперії
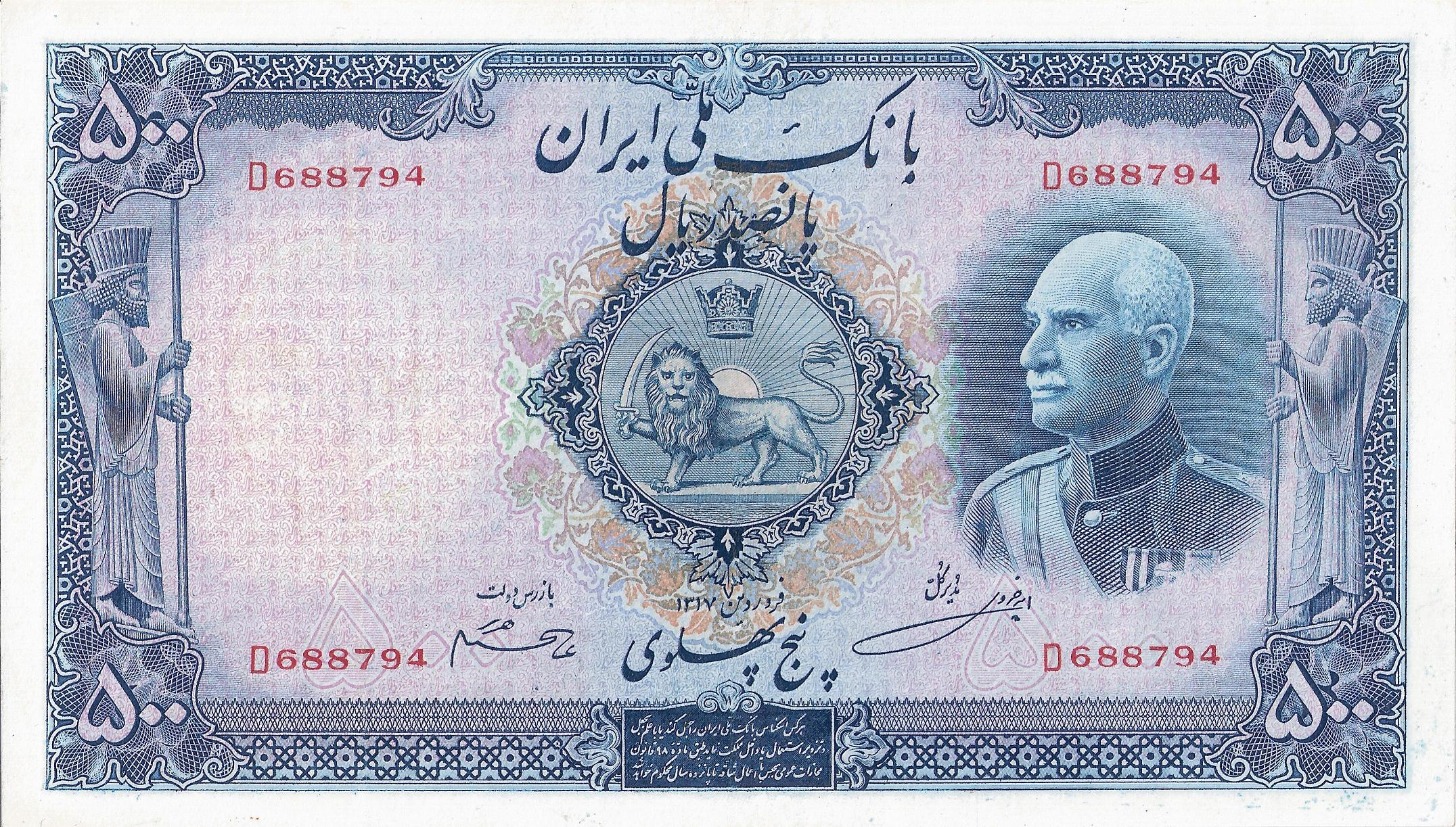
500 ріалів або or 5 пехлеві, 1317 (Перський календар) = 1938
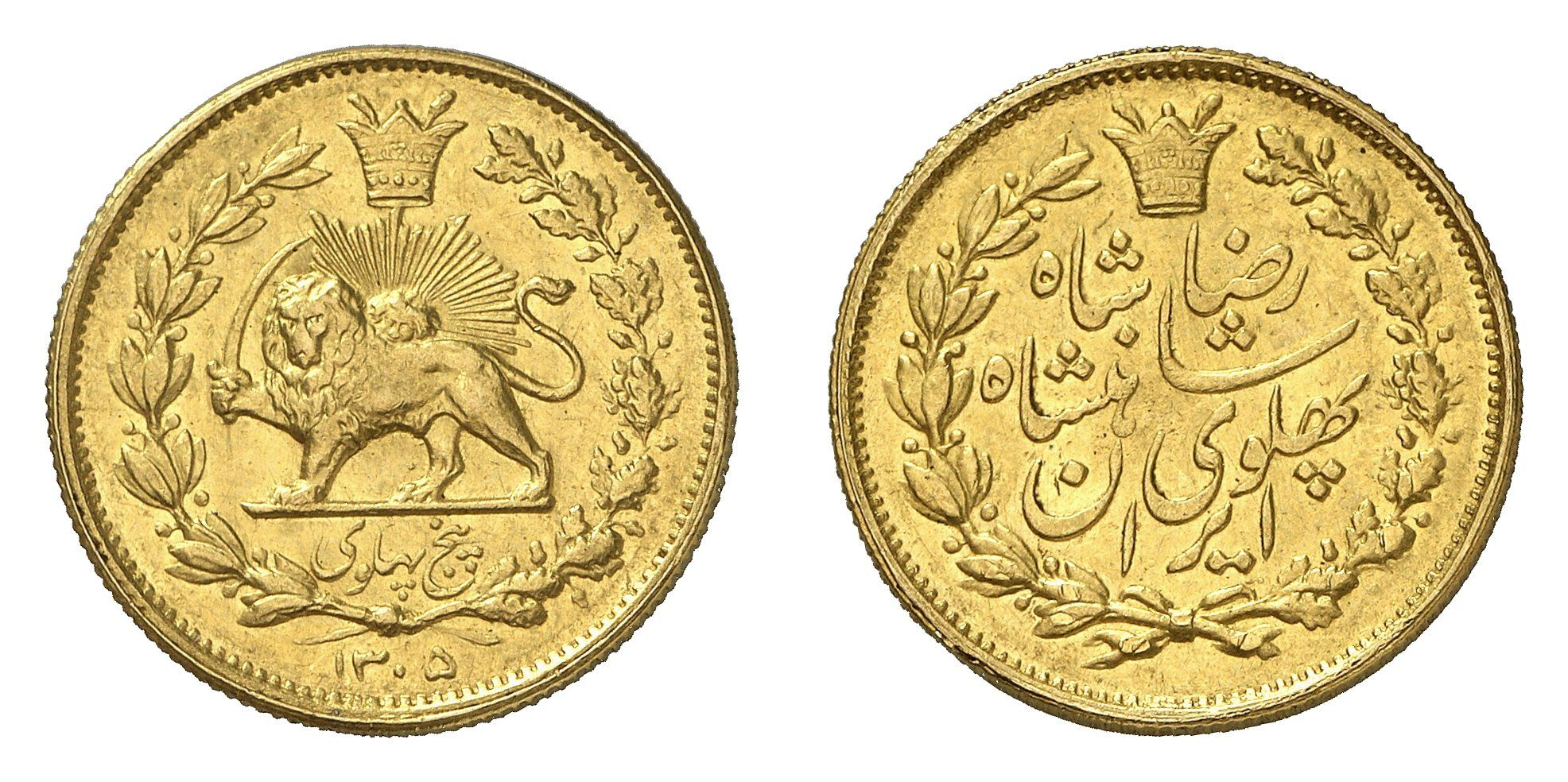
5 пехлеві
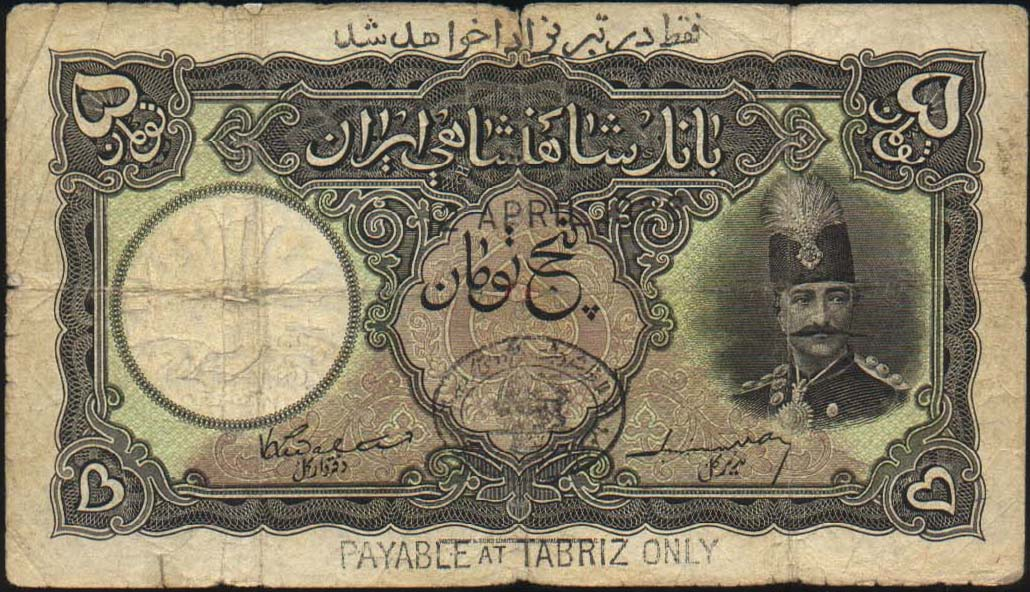
Насер ед-Дін Шах. 5 туманів, аверс, 1928
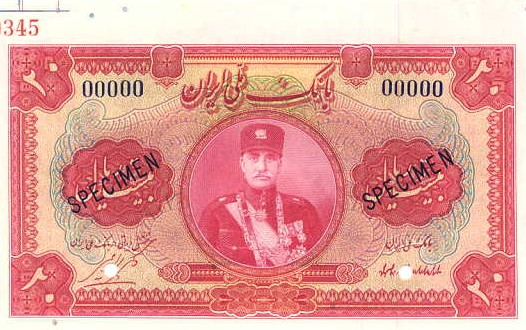
Реза Шах Пахлаві. 20 ріалів, 1932
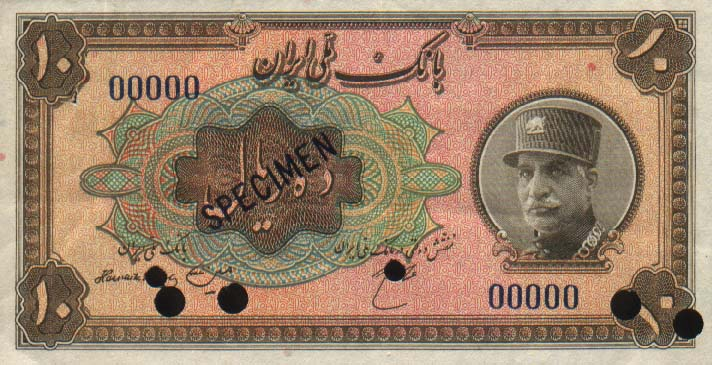
Реза Шах Пахлаві. 10 ріалів, 1934
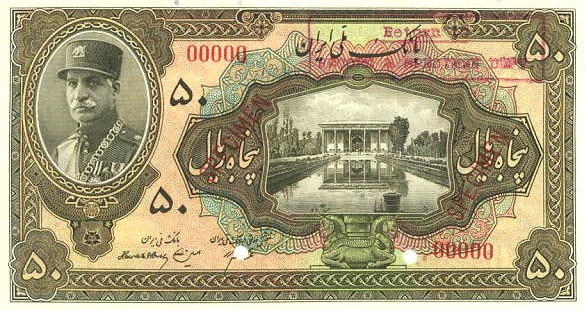
Реза Шах Пахлаві. 50 ріалів, 1934
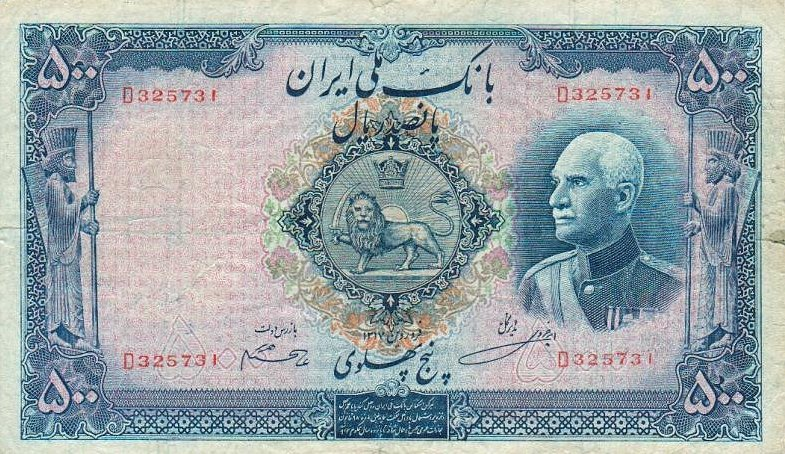
Реза Шах Пахлаві. 500 ріалів, 1938

## Валютний курс

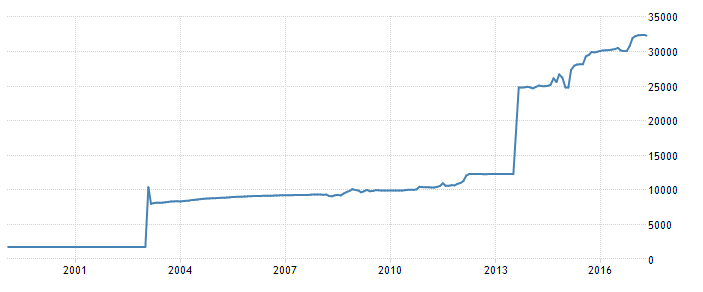
Графік валютного курсу іранського ріалу відносно долара США (2000—2017)